# Оскар Арнульфо Ромеро
Святий Священномученик Оскар Арнульфо Ромеро (15 серпня 1918 , Сьюдад Барріосd, Регіон Сан-Мігель  — 24 березня 1980 , Сан-Сальвадор ) — четвертий архієпископ Сан-Сальвадорський, застрелений правими бойовиками під час проведення служби, правозахисник. Беатифікований Католицькою церквою в 2015 році. Канонізований католицькою церквою 14 жовтня 2018 року разом з Папою Павлом VI.

## Життєпис

### Дитинство та юність
Оскар Ромеро народився 15 серпня 1918 року в багатодітній родині телеграфіста Сантоса Ромеро і Гуадалупе де Хесус Гальдамеса. Хлопчик відрізнявся слабким здоров'ям і ріс мовчазним і замкнутим.
Закінчивши три класи державної школи, де йому добре давалися гуманітарні предмети і математика, продовжував навчання з викладачем Анітою Іглесіас, поки йому не виповнилося дванадцять або тринадцять років. Весь цей час батько вчив Оскара теслярській справі, яка, як передбачалося, стане його професією.

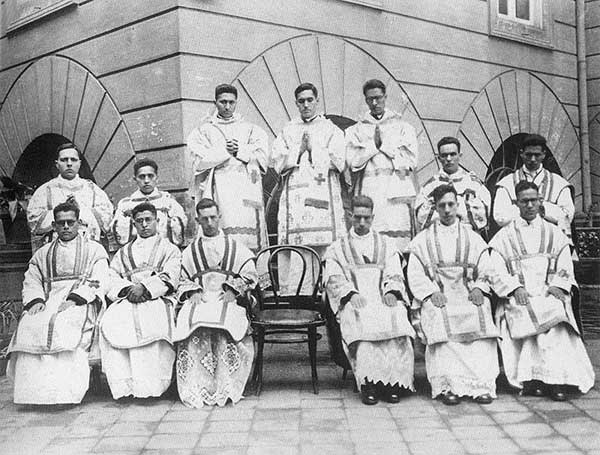
Ординація священства (Рим, 4 квітня 1942 року)

Ромеро з дитинства любив бувати в церкві. 
В 13 років вступив до семінарії в Сан-Мігелі. 
У двадцять років почав вивчати теологію в семінарії в Сан-Сальвадорі, яку закінчив у Папському Григоріанському університеті в Римі.
4 квітня 1942 року в Римі був висвячений на священника і затримався в Італії, щоб отримати докторський ступінь з аскетичної теології. У 1943 році, не закінчивши роботи над дисертацією, він був викликаний на батьківщину, куди і вирушив з другом і також священником отцем Вальядаресом. На шляху в Сальвадор вони зупинялися в Іспанії часів Франко і на Кубі, де їх затримала поліція і помістила в табір для інтернованих, так як вони прибули з фашистської Італії. Після кількох місяців у в'язниці отець Вальядарес захворів, і обох священиків перевели в лікарню. Після цього їм дозволили повернутися додому.

### Священство
Ромеро отримав призначення в муніципалітет Анаморос, але потім переїхав в Сан-Мігель, де протягом 20 років служив парафіяльним священиком. Потім був призначений ректором між'єпархіальної семінарії в Сан-Сальвадорі. У 1966 році був обраний секретарем єпископальної конференції Сальвадора. Також став головним редактором єпархіальної газети Orientación, яка при ньому відрізнялася помірним консерватизмом і відстоювала традиційне поняття про учительську роль церкви (Magisterium Ecclesiae).
У 1970 році Ромеро був призначений допоміжним єпископом Сан-Сальвадора, що викликало деяке невдоволення з боку більш прогресивної частини сальвадорських священників. У грудні 1975 року прийняв призначення єпископом єпархії Сантьяго-де-Марія.

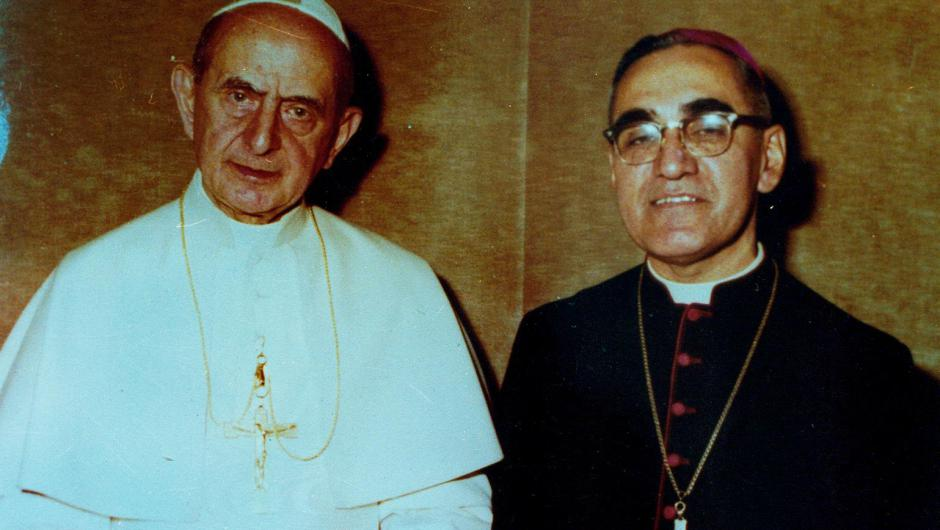
Папа Павло VI і Оскар Ромеро (1978)

23 лютого 1977 року Ромеро став архієпископом Сан-Сальвадора.

### Боротьба проти насильства
У лютому 1977 року уряд Сальвадору жорстоко розігнав демонстрацію, яка протестувала проти фальсифікації виборів. 
12 березня 1977 року невідомими у військовій формі був розстріляний друг Ромеро, священник-єзуїт прогресивного толку Рутиліо Гранде, організатор християнських низових громад серед найбідніших селян. Його смерть справила глибокий вплив на Ромеро, який згодом зізнався: «Дивлячись на мертвого Рутиліо, я подумав: „Якщо його вбили за те, що він робив, значить, моя черга йти цим же шляхом“». Ромеро закликав уряд на чолі з Артуро Армандо Моліною розслідувати обставини смерті друга, але його вимогу проігнорували. У пресі почалася кампанія проти «священиків третього світу», яких оголосили винними в розпалюванні ненависті і класової боротьби. Ромеро перетворився «з союзника олігархії в красномовного представника бідноти». Більшість єпископів та Апостольский нунцій не підтримали позицію Ромеро, віддаючи перевагу гарним відносинам з ультраправим урядом.
З небаченим раніше радикалізмом він виступав проти бідності, соціальної нерівності, вбивств і тортур, що зробило його відомим і за межами країни. Ромеро відвідував постраждалих від дій уряду та документував злочини проти громадян, скоєні "силами безпеки" Сальвадору.
Єпископ став відомим не тільки на батьківщині, але і в інших країнах Латинської та Центральної Америки. Його проповіді транслювались по радіо щонеділі, в них Ромеро говорив не тільки про духовне, але й критикував дії уряду і викривав злочини режиму та олігархів. За це йому довелося декілька разів виправдовуватися перед Ватиканом.
У 1978 і 1979 роках Оскар Ромеро був номінований на Нобелівську премію миру. 
У лютому 1980 йому було присвоєно звання почесного доктора Левенського католицького університету. Під час поїздки в Європу Ромеро зустрівся з Папою Іваном Павлом II і висловив заклопотаність тим, що відбувається в його країні. Твердження про начебто конфліктні відносини між архиєпископом Ромеро і папою Іваном Павлом II не відповідають дійсності.

### Смерть
У 1979 році в Сальвадорі прийшла до влади Революційна урядова хунта. Рівень насильства зростав, тільки у січні 1980 року було вбито близько 500 осіб. На адресу Ромеро майже щодня почали надходити погрози. Він виступив із засудженням США за надання військової допомоги новому уряду і в лютому 1980 року написав Джиммі Картеру про те, що збільшення військової допомоги з боку США «загострить несправедливість і репресії», спрямовані проти людей, які часто борються за елементарні людські права. Уряд США, не бажаючи, щоб Сальвадор став другим Нікарагуа, тобто з-за побоювань приходу до влади "ліваків"- марксистів, не відгукнувся на вмовляння архієпископа, хоча посол Роберт Вайт — католик за сповіданням і ліберал за переконаннями — був його особистим другом і надавав морально-політичну підтримку.
Діяльність та заклики о.Оскара викликали розкол і серед священників, які обґрунтовано боялися приходу до влади прокомуністичних повстанців. За три дні до вбивства єпископа троє ватиканських кардиналів вирішили запропонувати Папі Івану Павлу II його усунення з посади.
У своїй останній недільній проповіді 23 березня 1980 року Ромеро звернувся безпосередньо до армії, Національної гвардії та поліції з закликом згадати заповідь "Не вбивай" та припинити вбивства і терор проти власного народу.
24 березня 1980 року речник Генерального штабу армії заявив пресі, що архієпископ вчинив злочин своїм закликом до припинення насильства. 
Того ж дня єпископа Оскара Ромеру застрелили під час Меси в момент винесення Євхаристійних дарів. Він був застрелений снайпером, просто у вівтарі, коли служив месу в каплиці Hospital de la Divina Providencia. Це був перший випадок з XII століття (вбивства св. Томаса Беккета), коли священника такого рангу було вбито у вівтарі. 

## Наслідки вбивства і вшанування
На похорон Оскара Ромеро, який припав на Вербну неділю, прийшло 100 000 громадян, пролунали вибухи, снайпери  відкрили вогонь по мирних людях. Поховальну месу довелось скасувати. Загинуло більше 30 осіб, кількасот людей було поранено.
Після вбивства єпископа Ромеро загострилась громадянська війна, під час якої загинули десятки тисяч громадян Сальвадору. За підтримки США уряд продовжував війну з прокомуністичними партизанами 12 років, поки у 1992 році були укладені мирні угоди, після чого спеціальна "Комісія правди" при ООН виявила, що наказ про вбивство священника "ескадроном смерті"  та точні інструкції віддав екс-керівник розвідки Роберто Д'Обюіссон. Пізніше він створив  партію "АРЕНА", був кандидатом в президенти і не поніс жодного покарання. Альваро Рафаеля Саравію, який безпосередньо брав участь у вбивстві, захистив від екстрадиції Верховний Суд США. Однак у 2004 у Штатах Саравію визнали винним та присудили виплатити компенсацію рідним Ромеро, після чого він покинув США. Тільки у 2018 році було видано ордер на його арешт.

### Канонізація
Вшанування єпископа Ромеро швидко і широко поширилося Центральною Америкою одразу після його трагічної загибелі. Він став дійсно "народним святим" та шанувався як покровитель Америки, хоча офіційні представники римо-католицької церкви відносились до цього стримано, вважаючи, що діяльність Оскара Ромеро сприяла зміцненню лівих сил. У 1996 році під час візиту Івана Павла ІІ до Сальвадору Папа не згадав ім'я єпископа, чим викликав незадоволення місцевих католиків, особливо на фоні призначення у 1995 році на посаду архієпископа Сан-Сальвадору Фернандо Саенса Лакалле, військового єпископа сальвадорської армії, лояльного до уряду.
Процес беатифікації отця Оскара Ромеро був ініційований у 1997 році, але незабаром був призупинений Префектом Конгрегації Доктрини Віри, кардиналом Ратцінгером з невідомих причин. У 2005 році Ватикан визнав канонічність закликів єпископа Ромеро.
У 2008 році кардинал Хосе Сарайва Мартінс наголосив, що для визнання святості заслуг о.Ромеро необхідним є визнання мотивом його убивства "ненависть до віри", "odium fideli". Монсеньйор Рафаель Уррутіас, який наполягав на беатифікації від імені Конференції єпископів Сальвадору, пояснив, що проблемою для Ватикану стало те, що єпископа вбили люди, які також вважали себе католиками і саркастично додав — "тому що мучеників зазвичай створюють не католики, а інші партії". Конференція єпископів Сальвадору багато років зверталась до Апостольської столиці з закликом визнати мучеництво Ромеро, називаючи його новим Мойсеєм та справжнім пастирем. 
Єпископ Вінченцо Палья, який був постулятором процесу беатифікації, зазначив у інтерв'ю 2008 року, що в ситуації тиску та насильства, коли з одного боку знаходився правий уряд з його "ескадронами смерті", а з іншого — прокомуністичні повстанці, Оскар Ромеро залишився вірним Євангелії, народу і своїй посаді.
Папа Франциск виступив за канонізацію Оскара Ромеро одразу після свого вступу на Апостольський престол.
24 травня 2015 року в Сан-Сальвадорі відбулася беатифікація Оскара Ромеро під проводом кардинала Анджело Амато від імені Папи Франциска за участю 200 єпископів і 300 000 вірних.
14 жовтня 2018 року на площі Святого Петра в Римі Папа Франциск визнав Оскара Ромеро священномучеником.
15 жовтня 2018 року архієпископ Сан-Сальвадору Хосе Луїс Ескобар Алас на подячній месі вибачився від імені церкви та частини єпископів за неправильне ставлення та знеславлення імені Оскара Ромеро.
В церкві Сан-Бартоломео у Римі, яка присвячена мученикам XX-го століття  виставлено міссал, яким користувався Оскар Ромеро на своїй останній фатальній Службі Божій. 

## Цитати
23 вересня 1979 року 
|  | Трансцендентність не означає дивитися на небо, думати про вічне життя та ігнорувати проблеми землі...Це означає спілкуватися з дитиною, з бідними, з одягненими в лахміття, з хворими, заходити в нетрі та будинки і ділитися з ними всіма. Трансцендентність означає вийти за межі самого нещастя, вийти за межі цієї ситуації, піднести людину, підняти її вперед і сказати їй: ти не сміття...ти маєш велике, велике значення |

На своїй останній проповіді єпископ Ромеро сказав:
|  | Ми щойно почули слова Христа. Марно любити себе, берегти себе від небезпек життя. Історія дає людям ці небезпеки, і ті, хто намагається їх уникнути, втрачають життя. З іншого боку, той, хто віддає себе на служіння іншим з любові до Христа, буде жити, як пшеничне зерно, що вмирає, але лише на вигляд. Якщо воно не вмирає, воно залишається самотнім. Збирання врожаю вимагає смерті. Тільки те, що розчиняється, приносить плоди. |

|  | Ми знаємо, що ніхто не вмирає назавжди і що ті, хто виконує своє завдання з глибокою вірою, надією та любов’ю, отримають вінець. У цьому дусі ми молимося за донью Саріту і за себе… |

у цей момент пролунав постріл, яким священника було вбито.